# Michael Schenker
Michael Schenker (ur. 10 stycznia 1955 w Sarstedt) – niemiecki gitarzysta rockowy.
W 2004 roku muzyk został sklasyfikowany na 22. miejscu listy 100 najlepszych gitarzystów heavymetalowych wszech czasów według magazynu Guitar World.

## Życiorys
Naukę gry na gitarze rozpoczął w wieku 11 lat pod wpływem starszego brata – Rudolfa Schenkera. Rudolf mobilizował Michaela, dając mu jedną markę za każdy nauczony utwór. W 1965 roku Rudolf Schenker założył zespół Scorpions, razem z Klausem Meinem i Michaelem nagrał debiutancką płytę Scorpions Lonesome Crow. Później Michael Schenker dołączył do brytyjskiej grupy UFO, przyczyniając się znacząco do zmiany stylistyki zespołu i jej późniejszych sukcesów. W roku 1978 został wyrzucony z UFO za brak dyscypliny (spowodowany przede wszystkim alkoholizmem muzyka). W tym samym roku powrócił na krótko do Scorpions, by nagrać płytę Lovedrive. Po nagraniu tego albumu rozpoczął karierę solową (Michael Schenker Group, po zatrudnieniu jako wokalisty Robina McAuleya przemianowaną na McAuley Schenker Group – z zachowaniem skrótu). W latach 1993–2003 ponownie grał z zespołem UFO.
Michael Schenker brał również udział w trasie koncertowej G3 w towarzystwie Joe Satrianiego i Uli Jon Rotha.

## Dyskografia
Albumy solowe
- Thank You (1993)
- Thank You 2 (1998)
- Adventures of the Imagination (2000)
- The Odd Trio (2000)
- Thank You 3 (2001)
- Dreams and Expressions (2001)
- Thank You 4 (2003)

Inne
- Numbers from the Beast: An All Star Salute to Iron Maiden (2005)[6]

## Filmografia
| Tytuł                       | Rok  | Rola        | Uwagi                                           | Źródło |
| --------------------------- | ---- | ----------- | ----------------------------------------------- | ------ |
| „Anvil: The Story of Anvil” | 2008 | jako on sam | film dokumentalny, reżyseria: Sacha Gervasi     | [ 7 ]  |
| „Forever and a Day”         | 2015 | jako on sam | film dokumentalny, reżyseria: Katja von Garnier | [ 8 ]  |

## Nagrody i wyróżnienia
| Rok  | Kategoria | Tytułem          | Nagroda                         | Nota | Źródło |
| ---- | --------- | ---------------- | ------------------------------- | ---- | ------ |
| 2014 | Icon      | Michael Schenker | Metal Hammer Golden Gods Awards | Laur | [ 9 ]  |